# Companhia Siderúrgica Paulista
La Companhia Siderúrgica Paulista (COSIPA) est une entreprise sidérurgique brésilienne fondée en 1954 dont l'emprise principale se situe à l'embouchure du  Cubatão sur le littoral de l'État de São Paulo, à côté du port de Santos, à 50 km de São Paulo où se trouve le principal centre métallurgique du pays. Elle dispose de son propre port et d'emprises ferroviaires.
En 2009 elle est intégrée au groupe Usiminas.